# Physicians Committee for Responsible Medicine
La Physicians Committee for Responsible Medicine (PCRM) è un'organizzazione senza scopo di lucro che promuove la medicina preventiva, conduce ricerche cliniche, e incoraggia l'adozione di standard più elevati per l'efficacia della ricerca.
Promuove uno stile alimentare vegan e la difesa dei diritti degli animali nella ricerca medica.
L'organizzazione è stata fondata nel 1985 da Neal D. Barnard, suo primo presidente, che nel 2013 ha vinto l'Empty Cages Prize.
Pubblica una rivista trimestrale chiamata Good Medicine.